# Petrůvky
Petrůvky (německy Petruwek) jsou obec v okrese Třebíč v Kraji Vysočina. Žije zde 126 obyvatel. Vesnicí protéká Štěpánovický potok.
Sousedními obcemi sídla jsou Ostašov, Výčapy, Třebíč, Klučov a Střítež.

## Geografie
Ze severu na jih vede přes západní část území obce silnice II/360, z té pak na východ vychází přes území obce silnice do Ostašova. Jižně ze zastavěného území obce vede užitková silnice s alejí směrem do polí a následně k Výčapům, severně ze zastavěného území obce vede silnice ke skládce v Petrůvkách a severovýchodně vede silnice pod Klučovskou horu. Přes severní část území obce vede ze západu na východ žlutá turistická trasa – Třebíčský okruh.
Velká část území obce je využívána zemědělsky, zalesněna je však severní část území obce a údolí potoka Zátoky. Severně od zastavěného území obce se nachází Odpadové centrum Petrůvky – Skládka Petrůvky. 
Severně od zastavěného území obce pramení Štěpánovický potok, ten pak teče jižně a protéká u zastavěného území obce Horním rybníkem, přijímá tok nepojmenovaného potoka a dále teče jižně a asi po 10 km se v Jaroměřicích nad Rokytnou vlévá do Rokytné. Asi 500 metrů východně od území obce pramení potok Zátoky, ten teče západně, tvoří část severní hranice území obce a vlévá se do něj nepojmenovaný potok protékající přes rybník Smutný. Potok Zátoky pak pokračuje přes kaskádu rybníků dále jižně, protéká přes Novákův rybník, Horní žleb, Dolní žleb a rybník Přaslička, dále pokračuje jižně a asi po 2 km ústí do Štěpánovického potoka. Těsně za hranice území obce v zastavěném území obce Ostašov pramení potok Brda, ten pak teče jižně a tvoří východní hranice území obce a jižně od hranice území obce se v rybníku Brda vlévá do potoka Zátoky. U zastavěného území obce se nachází malý Novákův rybníček. 
Území obce je kopcovité, severní část se nachází výrazně výše než jeho část jižní, nadmořská výška se pohybuje mezi cca 500 a 580 metry nad mořem. Na severozápadním okraji území obce se nachází nepojmenovaný vrchol s kótou 572 m, těsně za severní hranicí území obce se nachází vrcholy s kótou 560 a 582 m. Severovýchodně od území obce se nachází Klučovská hora (595 m) a západně od území obce se nachází kopec Hošťanka se stejnojmennou přírodní rezervací.
Zastavěné území obce se nachází téměř uprostřed území obce, severně od zastavěného území obce se nachází areál skládky Petrůvky. 
Těsně za západním okraje území se nachází přírodní rezervace Hošťanka.

## Historie
První písemná zmínka o obci pochází z roku 1492 (Petruwky). K roku 1846 se Petrůvky připomínají jako statek třebíčského městského špitálu. Špitálu byly Petrůvky darovány majitelem, který měl být postižen leprou a léčen v třebíčském špitálu, snad byly darovány někdy v 16. století. Při první světové válce zemřelo 7 občanů vesnice, v roce 1917 byl na návsi postaven pomník zemřelým občanům Petrůvek.
V roce 1808 byla ve vsi založena škola, ta pak byla přestěhována v roce 1854 do nově budovy na návsi a v roce 1888 byla přestěhována do selského stavení, které bylo upraveno na školní budovu. Škola pak byla v roce 1974 zrušena.
V roce 2019 proběhly oslavy 500 let od první písemné zmínky a také otevření nového sportovního areálu.
Do roku 1849 patřily Petrůvky do třebíčského panství, od roku 1850 patřily do okresu Jihlava, pak od roku 1855 do okresu Třebíč. Mezi lety 1980 a 1990 patřily Petrůvky pod Lipník, následně se obec osamostatnila.

## Obyvatelstvo
| Rok            | 1869 | 1880 | 1890 | 1900 | 1910 | 1921 | 1930 | 1950 | 1961 | 1970 | 1980 | 1991 | 2001 | 2011 | 2021 |
| -------------- | ---- | ---- | ---- | ---- | ---- | ---- | ---- | ---- | ---- | ---- | ---- | ---- | ---- | ---- | ---- |
| Počet obyvatel | 196  | 187  | 187  | 185  | 179  | 181  | 168  | 123  | 146  | 126  | 110  | 103  | 87   | 86   | 126  |
| Počet domů     | 31   | 34   | 34   | 33   | 34   | 32   | 32   | 31   | 31   | 28   | 27   | 30   | 31   | 31   | 49   |

## Obecní správa

### Obecní symboly
Znak a vlajka byly obci uděleny rozhodnutím předsedy Poslanecké sněmovny Parlamentu České republiky dne 15. dubna 2010.

## Regionální skládka tuhého komunálního odpadu
Regionální skládku tuhého komunálního odpadu vybudoval v roce 1993 svazek obcí „Skládka TKO“ nákladem 52 milionů Kč. Skládka leží asi 600 m severně od zastavěné části obce a její projektovaná výměra činí 7 ha, objem 600 000 m³ odpadu a životnost do konce roku 2012. Do provozu byla uvedena v únoru 1994.
Po deseti letech provozu byla provedena rekultivace I. etapy skládky, o dva roky později (2006) se započalo s rekultivací II. etapy skládky. V roce 2005 bylo uvedeno do provozu zařízení na využívání skládkového plynu. Skládka má fungovat aspoň do roku 2038, od roku 2024 však v menší míře.

## Politika
Do roku 2014 zastával funkci starosty Miloslav Vrlík, od roku 2014 vykonává funkci starosty Ing. Jaroslav Novotný.

### Volby do Poslanecké sněmovny
|       | 2006              | 2010              | 2013              | 2017              | 2021                  |
| ----- | ----------------- | ----------------- | ----------------- | ----------------- | --------------------- |
| 1.    | KSČM (34,42 %)    | KSČM (29,09 %)    | KSČM (29,31 %)    | ANO (26,25 %)     | SPOLU (36,84 %)       |
| 2.    | ČSSD (27,86 %)    | ČSSD (20,0 %)     | ODS (13,79 %)     | KSČM (17,5 %)     | ANO (34,21 %)         |
| 3.    | ODS (19,67 %)     | ODS (18,18 %)     | ČSSD (12,06 %)    | KDU-ČSL (12,5 %)  | Piráti+STAN (11,84 %) |
| účast | 88,41 % (61 z 69) | 83,82 % (57 z 68) | 81,69 % (58 z 71) | 85,11 % (80 z 94) | 78,00 % (78 z 100)    |

### Volby do krajského zastupitelstva
|      | 1.                 | 2.                    | 3.                       | účast              |
| ---- | ------------------ | --------------------- | ------------------------ | ------------------ |
| 2000 | 4KOALICE (33,33 %) | KSČM (23,33 %)        | ČSSD (20 %)              | 43,47 % (30 z 69)  |
| 2004 | KSČM (42,5 %)      | ODS (17,5 %)          | KDU-ČSL (12,5 %)         | 65,57 % (40 z 61)  |
| 2008 | ČSSD (46 %)        | KSČM (24 %)           | ODS (14 %)               | 75 % (51 z 68)     |
| 2012 | KSČM (46,66 %)     | ČSSD (20 %)           | ODS (13,33 %)            | 68,57 % (48 z 70)  |
| 2016 | Svobodní (17,77 %) | KDU-ČSL (15,55 %)     | KSČM (15,55 %)           | 51,72 % (45 z 87)  |
| 2020 | ODS+STO (29,16 %)  | ANO (22,91 %)         | KDU-ČSL (12,5 %)         | 47,06 % (48 z 102) |
| 2024 | ANO (34,09 %)      | STAN+SNK ED (20,45 %) | ODS+TOP 09+STO (13,63 %) | 44,86 % (48 z 107) |

### Prezidentské volby
V prvním kole prezidentských voleb v roce 2013 první místo obsadil Miloš Zeman (17 hlasů), druhé místo obsadil Jan Fischer (15 hlasů) a třetí místo obsadil Jiří Dienstbier (9 hlasů). Volební účast byla 86,96 %, tj. 60 ze 69 oprávněných voličů. V druhém kole prezidentských voleb v roce 2013 první místo obsadil Miloš Zeman (40 hlasů) a druhé místo obsadil Karel Schwarzenberg (13 hlasů). Volební účast byla 76,81 %, tj. 53 ze 69 oprávněných voličů.
V prvním kole prezidentských voleb v roce 2018 první místo obsadil Miloš Zeman (34 hlasů), druhé místo obsadil Jiří Drahoš (13 hlasů) a třetí místo obsadil Mirek Topolánek (10 hlasů). Volební účast byla 84,38 %, tj. 81 ze 96 oprávněných voličů. V druhém kole prezidentských voleb v roce 2018 první místo obsadil Miloš Zeman (47 hlasů) a druhé místo obsadil Jiří Drahoš (37 hlasů). Volební účast byla 88,42 %, tj. 84 ze 95 oprávněných voličů.
V prvním kole prezidentských voleb v roce 2023 první místo obsadil Andrej Babiš (33 hlasů), druhé místo obsadil Petr Pavel (26 hlasů) a třetí místo obsadila Danuše Nerudová (13 hlasů). Volební účast byla 88,66 %, tj. 86 ze 97 oprávněných voličů. V druhém kole prezidentských voleb v roce 2023 první místo obsadil Petr Pavel (42 hlasů) a druhé místo obsadil Andrej Babiš (36 hlasů). Volební účast byla 83,16 %, tj. 79 ze 95 oprávněných voličů.